# Henk van Stee
Henk van Stee (* 17. Dezember 1961 in Rotterdam) ist ein ehemaliger niederländischer Fußballspieler und -Trainer.

## Spielerkarriere
Als Profifußballspieler war Henk van Stee zwischen 1985 und 1990 für Sparta Rotterdam und VBV De Graafschap Doetinchem tätig. Am 15. Dezember 1985 debütierte er in der Eredivisie beim 2:1-Auswärtssieg von Sparta Rotterdam über den FC Twente Enschede. Bis 1989 erreichte er mit seiner Mannschaft regelmäßig eine Platzierung im Mittelfeld der höchsten niederländischen Spielklasse. In der Saison 1989/90 spielte van Stee für VBV De Graafschap in der Eerste Divisie, der zweiten niederländischen Liga.

## Trainerkarriere
Als Co-Trainer seines früheren Vereins Sparta Rotterdam begann van Stee im Jahre 1990 seine Trainerkarriere. Im April 1995 übernahm er nach dem Rücktritt von Han Berger kurzzeitig dessen Aufgaben als Chefcoach, ehe zur neuen Saison mit Henk ten Cate auch ein neuer Trainer vorgestellt wurde. An dessen Seite war er wieder Assistenztrainer, ehe er 1996 beim Zweitligisten VVV Venlo als Trainer vorgestellt wurde. Als Tabellenvierter erreichte er dort mit seinem Team die Play-off-Spiele, welche jedoch in einem Desaster enden sollten. In sechs Spielen erreichte Venlo keinen einzigen Punkt und kassierte zudem noch 22 Gegentore. In der folgenden Saison wurde van Stees Team nur noch Elfter und nahm deshalb nicht an den Aufstiegsspielen teil. Nach seiner Zeit in Venlo ging er wieder zurück in seine Heimatstadt Rotterdam. Bei Feyenoord Rotterdam übernahm er den Posten als Nachwuchskoordinator für knapp zwei Jahre. Nach der Weggang von Leo Beenhakker wurde van Stee am 10. April 2000 als Interimstrainer beim zu dieser Zeit amtierenden niederländischen Meister eingesetzt.
Im selben Jahr übernahm er das Traineramt des Erstligisten AZ Alkmaar, welches er bis Oktober 2002 ausfüllte und dann von Co Adriaanse abgelöst wurde. Danach war er Trainer bei Excelsior Rotterdam, dem damaligen Farmteam von Feyenoord. Der Klub spielte zu dieser Zeit eine Saison in der höchsten niederländischen Spielklasse. Dadurch war er bereits bei allen drei großen Fußballvereinen seiner Geburtsstadt Rotterdam beschäftigt. Danach war er nochmals an der Jugendakademie von Feyenoord beschäftigt. 2006 verließ der Niederländer erstmals seine Heimat und wurde Nachwuchskoordinator beim ukrainischen Traditionsverein Schachtar Donezk. Zur Saison 2008/09 kehrte van Stee jedoch in die Niederlande zurück und wurde Trainer bei seinem ehemaligen Verein und Erstligisten VBV De Graafschap Doetinchem. Nachdem der Verein in der Vorsaison bereits in den Relegationsspielen knapp dem Abstieg entrinnen konnte, änderte auch der neue Trainer nichts an der misslichen Lage. De Graafschap spielte unter van Stee erneut eine schlechte Saison und er wurde als Trainer im Februar 2009 beurlaubt. Van Stee wechselte im September 2009 als Trainer in die Jugendakademie des russischen Erstligisten Zenit Sankt Petersburg, wo er 2014 zum Sportdirektor befördert wurde. Im Juni 2016 verließ er den Verein.
Im März 2018 gab sein alter Heimatverein Sparta Rotterdam seine Verpflichtung als Sportdirektor bekannt. Nach Meinungsverschiedenheiten mit der Vereinsleitung wurde van Stee im Dezember 2021 entlassen.